# Staatsleistungen
Unter Staatsleistungen versteht man im deutschen Religionsverfassungsrecht alle auf Gesetz, Vertrag oder besonderen Rechtstiteln beruhenden und auf Dauer angelegten Leistungsverpflichtungen der Länder an die Religionsgesellschaften (Kirchen), die auf Grund historischer Gegebenheiten entstanden und bei Inkrafttreten der Weimarer Verfassung am 14. August 1919 bereits bestanden. Alle nach diesem Stichtag eingeführten Leistungspflichten der Bundesländer oder des Bundes an die Religionsgesellschaften/Kirchen gehören nicht zu den Staatsleistungen im Sinne des Grundgesetzes und der Weimarer Verfassung von 1919.
Für das Jahr 2022 haben die deutschen Bundesländer etwa 602 Millionen Euro allein an die katholischen und evangelischen Kirchen in Deutschland veranschlagt. Die Staatsleistungen machen somit nach Angabe der Evangelischen Kirche in Deutschland (EKD) aus dem Jahr 2021 im Durchschnitt 2,2 Prozent der jeweiligen Gesamteinnahmen der evangelischen Kirchen aus. In Deutschland tragen Staatsleistungen neben den Kirchensteuern und Subventionen zur Kirchenfinanzierung bei, aber unterliegen keiner Zweckbindung oder Nachweispflicht.
Seit Inkrafttreten der Weimarer Verfassung besteht der Verfassungsauftrag zur endgültigen Beendigung sämtlicher Staatsleistungen durch einmalige Ablösung. Dieses Ablösegebot wurde 1949 durch Art. 140 in das Grundgesetz übernommen und ist auch Bestandteil einiger Landesverfassungen wie z. B. derer von Mecklenburg-Vorpommern (Art. 9), Baden-Württemberg (Art. 5), Hessen (Art. 52), Thüringen (Art. 40), Nordrhein-Westfalen (Art. 22) und Sachsen (Art. 109). Dennoch wurde dieser Verfassungsauftrag bisher noch nicht erfüllt.

## Begriff und rechtliche Grundlagen

### Verfassungstexte
Die Staatsleistungen sind in Art. 138 Abs. 1 der Weimarer Reichsverfassung (WRV) abschließend geregelt, welcher gemäß Art. 140 GG Bestandteil des Grundgesetzes und somit geltendes Verfassungsrecht ist. Das Ablösegebot aus Artikel 138 Absatz 1 WRV wurde 1949 auch in die erste Verfassung der DDR (Artikel 45) übernommen. Die Staatsleistungen der ostdeutschen Länder wurden ab 1952 bis zur Wiedervereinigung zentralisiert durch die DDR-Regierung an die Kirchen weiter gezahlt.
Grundgesetz Art. 140 (GG):
Verfassung der Deutschen Demokratischen Republik vom 7. Oktober 1949 Art. 45 Abs. 1
Art. 138 Abs. 1 Weimarer Reichsverfassung (WRV):
Art. 173 Weimarer Reichsverfassung (WRV):
Die bei Inkrafttreten der WRV bestehenden Staatsleistungen an die Religionsgesellschaften sind durch die Landesgesetzgeber abzulösen, also gegen eine einmalige Entschädigungsleistung endgültig zu beenden. Art. 138 Abs. 1 WRV schließt die Staatsleistungen somit ausdrücklich von der sog. Kirchengutsgarantie in Art. 138 Abs. 2 WRV aus.
Die Grundsätze für die Ablösung hat gemäß Art. 138  Abs. 1 Satz 2 WRV das Deutsche Reich, also heute der Deutsche Bundestag, aufzustellen. Damit sich die Länder als Zahlungsverpflichtete nicht ohne Rücksicht und auf Kosten der Kirchen von den Staatsleistungen entledigen können, sollte das Reich, selbst nicht von Zahlungsverpflichtungen betroffen, Grundsätze für die Ablösung aufstellen. Dazu ist es aber bis heute nicht gekommen, sodass auch die Landesgesetzgebung nicht tätig werden konnte. Einen konkreten Versuch zur Ablösung unternahm die Fraktion Die Linke im Deutschen Bundestag. Sie legte 2012 einen Entwurf eines Gesetzes über die Grundsätze zur Ablösung der Staatsleistungen an Religionsgesellschaften (Staatsleistungsablösegesetz – StAblG) vor. Die Debatte zur ersten Lesung am 28. Februar 2013 zeigte jedoch, dass die anderen Fraktionen ein Gesetz zumindest in der vorgeschlagenen Form ablehnen. Der Verfassungsauftrag zur Aufstellung der Ablösegrundsätze wurde seit 1919 nicht erfüllt. Die Bundesregierung sieht laut ihrer Antwort auf eine Kleine Anfrage der Fraktion Die Linke vom 9. April 2014 trotz des unbedingten Verfassungsauftrages derzeit auch keinen Handlungsbedarf für den Erlass eines Grundsätzegesetzes, welches den Bundesländern den Rahmen für die Ablösung ihrer Staatsleistungen vorgeben könnte.
Die Staatsleistungen sind von den deutschen Bundesländern nach überwiegender Auffassung bis zu ihrer Ablösung weiter zu zahlen, auch wenn Art. 173 WRV nicht Bestandteil des Grundgesetzes wurde, da dieser nur deklaratorischen Charakter hatte.
Der Hauptausschuss des Parlamentarischen Rates beschloss in erster Lesung eine Fassung des Art. 140 GG, die nur auf Abs. 2 des Art. 138 WRV Bezug nahm, die Regelungen über die Staatsleistungen in Abs. 1 aber (ebenso wie weitere Artikel) nicht umfasste. Dafür ordnete er ausdrücklich ein Fortbestehen der Staatskirchenverträge an, wobei umstritten war, ob darunter auch das Reichskonkordat fallen sollte. Zu Formulierung und Inhalt des Art. 140 GG erzielte der Hauptausschuss zunächst keine Einigkeit, sodass der Fünferausschuss eine Formulierung vorschlug, die auch Art. 138 Abs. 1 WRV umfasste. Nach weiteren Ergänzungen nahm der Hauptausschuss in vierter Lesung die heutige Fassung des Art. 140 GG an und ließ so die Regelungen der Weimarer Reichsverfassung über die Ablösung der Staatsleistungen als Verfassungsrecht fortgelten.

### Wesentliche Merkmale
Aus dem historischen Kontext und dem systematischen Zusammenhang mit dem Ablösegebot des Art. 138 Abs. 1 WRV ergeben sich drei wesentliche Merkmale.
1. Staatsleistungen sind ausschließlich vermögenswerte Rechtspositionen, da sich das Ablösegebot nur auf diese beziehen kann.
2. Es muss sich um wiederkehrende und auf Dauer angelegte Leistungsverhältnisse handeln, da ansonsten eine Erfüllung statt einer Ablösung möglich wäre.
3. Die Leistungsverhältnisse müssen vor Inkrafttreten der Weimarer Verfassung am 14. August 1919 bereits bestanden haben.

### Abgrenzung zu anderen Leistungen

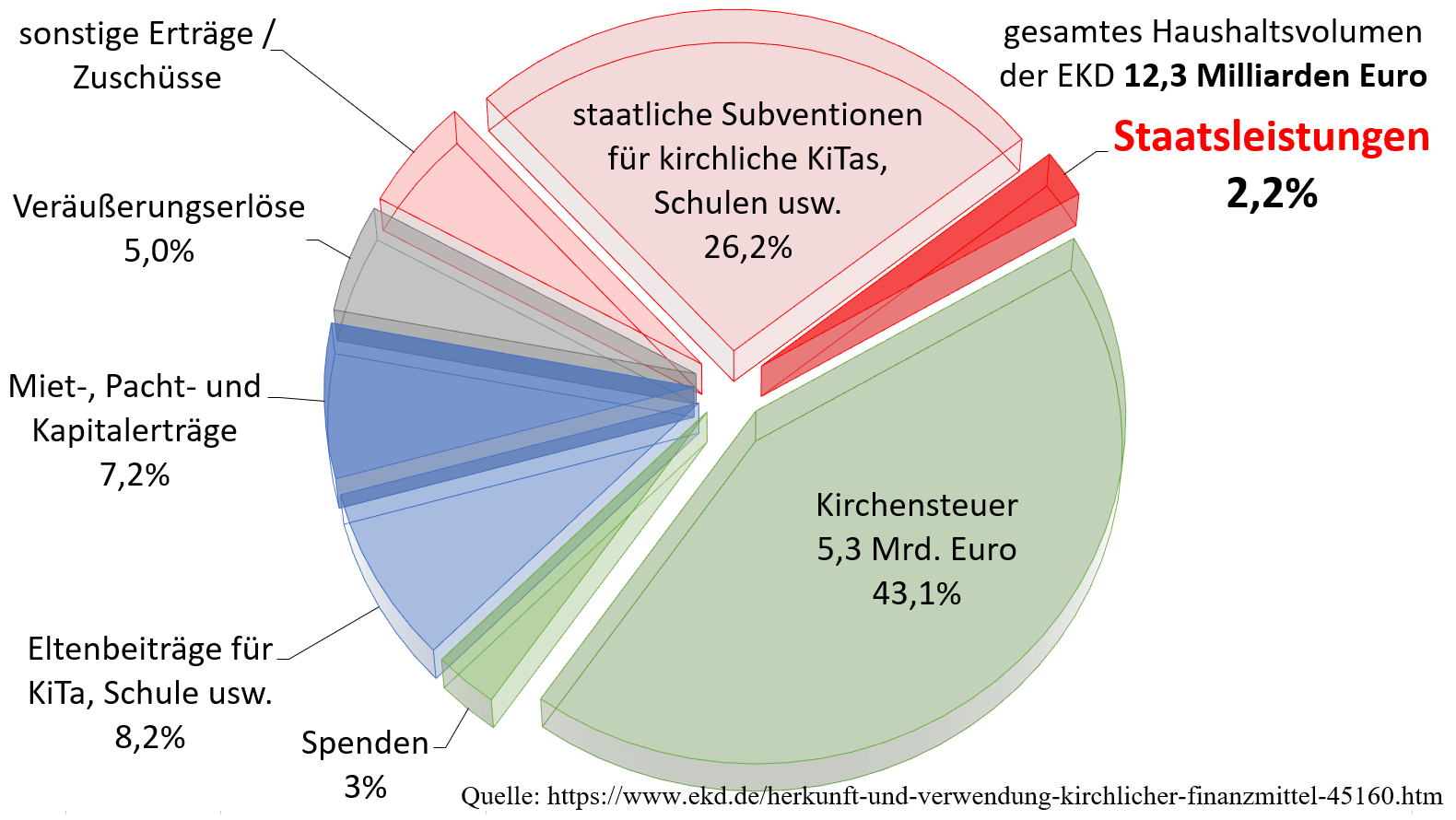
Anteil der Staatsleistungen an Gesamteinnahmen der evangelischen Kirche

Abzugrenzen sind die Staatsleistungen von Subventionen und sonstigen Leistungen, welche die Religionsgesellschaften für die Erfüllung staatlicher Aufgaben im öffentlichen Interesse erhalten (z. B. Kindergärten, Schulen, Krankenhäuser, Beratungsstellen etc.). Auch die Befreiung der Kirchen von Gerichtsgebühren ist keine Staatsleistung i. S. d. Art. 138 Abs. 1 WRV. Staatliche Aufwendungen für den Religionsunterricht an öffentlichen Schulen, für die theologischen Fakultäten an den Hochschulen sowie für die Gefängnis- und Militärseelsorge gehören ebenso wenig zu den Staatsleistungen, wie die Zahlungen des Staates aufgrund von privatrechtlichen Verträgen (z. B. Kauf, Miete usw.). Zu solchen nichthoheitlichen Leistungsbeziehungen zwischen Staat und Kirchen zählen auch die sogenannten Patronate. Hierbei handelt es sich um ein vermögensrechtliches Institut des Kirchenrechts, welches die Förderung der Kirchen durch Privatpersonen, Gemeinden oder Landesherren ermöglichen sollte.
Auch alle nach dem Stichtag 14. August 1919 (Inkrafttreten der WRV) eingeführten staatlichen Leistungsverhältnisse sind nicht vom Geltungsbereich des Art. 138 Abs. 1 WRV erfasst. Dies ergibt sich unter anderem aus dem Zusammenhang mit Art. 173 WRV, in dem ausdrücklich auf die „bisherigen“ Staatsleistungen verwiesen wird.

### Einteilung
Staatsleistungen im Sinne von Art. 138 Abs. 1 WRV werden in positive und negative Staatsleistungen unterschieden. Positive Staatsleistungen mehren das Vermögen aktiv. Dagegen verzichten negative Staatsleistungen lediglich darauf, das Vermögen zu mindern, wie es bei Steuer- und Gebührenbefreiungen der Fall sein kann.
Zu den positiven Staatsleistungen gehören vor allem die Dotationen, also zweckgebundene Zuwendungen zur Finanzierung kirchlicher Behörden und Amtsträger. Im katholischen Bereich spricht man im ersten Fall von Bistumsdotationen, im evangelischen von Dotationen für das Kirchenregiment. Unter die Dotation von Amtsträgern fallen vor allem Zuschüsse zur Besoldung der Pfarrer. Neben den Dotationen gibt es aber auch eine Vielzahl von regional unterschiedlichen Formen der positiven Staatsleistungen, die sowohl in Geld- als auch in Sachzuwendungen (Nahrungsmittel), in Nutzungs-, Bau- und Unterhaltungspflichten bestehen können. Sie können dem Betrag nach festgelegt oder bedarfsabhängig sein.
Negative Staatsleistungen sind die Befreiungen der Religionsgesellschaften von Steuern und Abgaben, sofern die Befreiungen bereits bei Inkrafttreten der WRV galten. In Deutschland sind die Kirchen als Körperschaften des öffentlichen Rechts u. a. von der Körperschaftssteuer, der Gewerbesteuer und der Umsatzsteuer befreit.

### Zweck der Staatsleistungen
Staatsleistungen dienen der Erfüllung kirchlicher Aufgaben und der Deckung des kirchlichen Bedarfs. Allerdings werden sie ohne Zweckbindung gezahlt und ihre tatsächliche Verwendung obliegt dem Ermessen der jeweiligen Religionsgesellschaft (Kirche). Eine Verwendungsprüfung durch staatliche Behörden findet nicht statt. In vielen Verträgen zwischen den Bundesländern und den Kirchen wurde der Zweck der Staatsleistungen allerdings benannt. Die ursprünglichen Zahlungsansprüche der Kirchen wurden ab Gründung der deutschen Länder nach dem Zweiten Weltkrieg oftmals in neuen Verträgen pauschaliert, zusammengefasst, erhöht und mit einer Dynamisierungsklausel versehen.
Zum Beispiel:

### Verbot der Einführung neuer Staatsleistungen
Durch das Ablösegebot ist die Neubegründung von Staatsleistungen i. S. d. Art. 138 Abs. 1 WRV ausgeschlossen. Das Rechtsinstitut der Staatsleistungen soll nach dem Willen des Verfassungsgebers liquidiert werden, um die Entflechtung der Vermögensverhältnisse von Staat und Kirchen zu erreichen. Rechtlich zulässig ist lediglich eine Umgestaltung der vor 1919 bereits bestehenden Leistungsverpflichtungen z. B. durch Pauschalierung oder Zusammenfassung.
Staatsleistungen im Sinne von Artikel 138 Absatz 1 WRV beruhen auf alten Titeln aus der Zeit vor 1919 und wurden in den letzten Jahrzehnten in neuen Verträgen zwischen den Kirchen und den Bundesländern zusammengefasst und neu geregelt. Sofern die Staatsleistungen als Ausgleichszahlungen für historische Säkularisationen von Kirchenvermögen eingeführt wurden, wird in den jeweiligen Staats-Kirchen-Verträgen der Länder Wert darauf gelegt, dass es sich nicht um freiwillige Subventionen des Staates, sondern weiterhin um historische Verpflichtungen handelt, die nur gegen angemessene Ablösesummen aufgehoben werden können.

## Aktuelle Höhe der Staatsleistungen
Insbesondere die evangelischen und katholischen Kirchen in Deutschland erhalten Staatsleistungen von den Ländern. Für diese beiden Religionsgesellschaften sind in den Haushaltsplänen der Bundesländer für 2022 insgesamt etwa 602 Millionen Euro veranschlagt. (355 Mio. € ev.  / 248 Mio. € kath.) Davon beruht ein Teil auf Ansprüchen vor dem Jahr 1919 und ein Teil sind nach Inkrafttreten des Ablösegebotes eingeführte freiwillige Zuschüsse.
Außerdem erhalten auch andere Religionsgesellschaften wie zum Beispiel Alt-Katholiken, evangelisch-reformierte Kirchen (Hugenotten) oder jüdische Gemeinden von den Ländern Staatsleistungen, die auf Ansprüchen vor Inkrafttreten des Ablösegebotes in Artikel 138 Absatz 1 WRV beruhen. Die Staatsleistungen erhöhen sich regelmäßig in jedem Jahr, da sie in den meisten Bundesländern an die Besoldungsentwicklung der Landesbeamten gekoppelt sind. Die Leistungen von Städten und Gemeinden an Religionsgesellschaften (Kirchen) sind bisher nicht erfasst. Auch diese kommunalen Staatsleistungen sind nach überwiegender Rechtsauffassung per Ablösung gemäß Artikel 138 Absatz 1 WRV zu beenden, da die Kommunen nunmehr Bestandteil der Länder sind.
In einigen Bundesländern werden aus Gleichbehandlungsgründen (Parität) auch Zuschüsse an andere Kirchen/Religionsgesellschaften und Weltanschauungsgemeinschaften gezahlt, die selbst aber keine Staatsleistungen im Sinne von Art. 138 I WRV sind. In den Haushaltsplänen der Bundesländer für 2022 sind insgesamt etwa 688 Millionen Euro veranschlagt. Solche neu eingeführten Subventionen und sonstigen Leistungen sind Teil der staatlichen Kultur- und Grundrechtsförderung. Sie stehen somit unter dem Vorbehalt ihrer Legitimation durch verfassungsgemäße Zwecksetzungen und müssen dem Grundsatz der Gleichbehandlung entsprechen. Subventionen und sonstige Leistungen in diesem Sinne erhalten neben den großen Kirchen unter anderem die Altkatholische und Altlutherische Kirche, die Israelitische Synagogengemeinde, Freireligiöse Landesgemeinden und Freigemeinden, teilweise auch die Methodisten, jüdische Gemeinden, Humanistische Verbände sowie der Zentralrat der Juden in Deutschland.
| Bundesland             | Ev.-Luth. Kirchen | Röm.-Kath. Kirche | Jüdische / Israel. Gemeinden | Humanisten / Konfessionsfreie | Altkath. Kirche | Ev.-reformierte / Hugenotten | Orthodoxe | Methodisten | Freireligiöse / Freikirchler | Muslime / Aleviten | sonstige | gesamt      | Kapitel                     | Einwohner am 31.12.2020 | pro Einw. |
| ---------------------- | ----------------- | ----------------- | ---------------------------- | ----------------------------- | --------------- | ---------------------------- | --------- | ----------- | ---------------------------- | ------------------ | -------- | ----------- | --------------------------- | ----------------------- | --------- |
| Baden-Württemberg      | 68.742.900        | 68.332.100        | 4.690.000                    | 65.800                        | 477.100         | 17.600                       |           |             | 139.300                      |                    |          | 142.464.800 | 0455                        | 11.103.043              | 12,83 €   |
| Bayern                 | 25.944.000        | 77.243.000        | 22.060.000                   | 76.000                        | 24.000          |                              | 1.114.000 | 24.000      | 48.000                       |                    |          | 126.533.000 | 0550, 0551, 0552, 0505      | 13.140.183              | 9,63 €    |
| Hessen                 | 42.764.150        | 18.758.250        | 6.527.000                    |                               | 40.000          |                              |           |             |                              |                    |          | 68.089.400  | 0402 Förd.-Nr. 2            | 6.293.154               | 10,82 €   |
| Rheinland-Pfalz        | 29.196.300        | 37.008.700        | 1.100.000                    |                               | 5.000           |                              |           |             | 119.600                      |                    |          | 67.429.600  | 1559                        | 4.098.391               | 16,45 €   |
| Niedersachsen          | 41.396.000        | 10.387.000        | 5.287.000                    | 285.000                       |                 |                              |           | 3.000       |                              | 300.000            |          | 57.658.000  | 0765                        | 8.003.421               | 7,20 €    |
| Nordrhein-Westfalen    | 9.760.000         | 14.320.000        | 19.000.000                   |                               | 280.000         |                              |           |             |                              |                    |          | 43.360.000  | 02050                       | 17.925.570              | 2,42 €    |
| Sachsen-Anhalt         | 32.873.300        | 6.766.200         | 1.677.800                    |                               |                 |                              |           |             |                              |                    |          | 41.317.300  | 1315                        | 2.180.684               | 18,95 €   |
| Sachsen                | 28.420.999        | 1.136.840         | 1.070.000                    |                               |                 |                              |           |             |                              |                    |          | 30.627.839  | 0503 Titel 68401            | 4.056.941               | 7,55 €    |
| Thüringen              | 21.367.000        | 6.553.200         | 477.900                      |                               |                 |                              |           |             |                              |                    |          | 28.398.100  | 1710                        | 2.120.237               | 13,39 €   |
| Berlin                 | 8.039.000         | 3.951.000         | 14.582.000                   | 600.000                       | 10.000          |                              |           |             |                              |                    |          | 27.182.000  | 0820                        | 3.664.088               | 7,42 €    |
| Mecklenburg-Vorpommern | 17.167.200        | 709.700           | 575.000                      |                               |                 | 45.500                       |           |             |                              |                    |          | 18.497.400  | 1304                        | 1.610.774               | 11,48 €   |
| Schleswig-Holstein     | 15.126.000        | 270.000           | 908.000                      |                               | 11.600          | 3.300                        |           |             |                              |                    | 8.900    | 16.327.800  | 0741                        | 2.910.875               | 5,61 €    |
| Brandenburg            | 13.626.700        | 1.784.200         | 950.000                      | 100.000                       |                 |                              |           |             |                              |                    | 100.000  | 16.560.900  | 06810 Titel 68480 und 68580 | 2.531.071               | 6,54 €    |
| Saarland               | 187.600           | 652.400           | 494.700                      |                               | 72.300          |                              |           |             |                              |                    |          | 1.407.000   | 0617                        | 983.991                 | 1,43 €    |
| Hamburg                |                   |                   | 1.108.000                    |                               |                 |                              |           |             |                              |                    |          | 1.108.000   | 4.1.5                       | 1.852.478               | 0,60 €    |
| Bremen                 |                   |                   | 547.200                      |                               |                 |                              |           |             |                              |                    |          | 547.200     | HSt. 0020.68415-1           | 680.130                 | 0,80 €    |
| gesamt                 | 354.611.149       | 247.872.590       | 81.054.600                   | 1.126.800                     | 920.000         | 66.400                       | 1.114.000 | 27.000      | 306.900                      | 300.000            | 108.900  | 687.508.339 |                             | 83.155.031              | 8,32 €    |

## Ablösung der Staatsleistungen

### Begriffsdefinition Ablösung
Art. 138 Abs. 1 WRV beinhaltet drei unterschiedliche Wirkungen. Erstens werden die Länder verpflichtet, die Staatsleistungen im Wege der Landesgesetzgebung durch Ablösung zu beenden. Zweitens enthält die Norm eine Garantie für den Fortbestand der Staatsleistungen bis zu ihrer Ablösung. Drittens wird die Einrichtung neuer Staatsleistungen ausgeschlossen.
Ablösung ist die einseitige Aufhebung des Leistungsgrundes einer wiederkehrenden Zahlung gegen einmalige angemessene Entschädigung. Sie umfasst also die Aufhebung des bisherigen Leistungsverhältnisses unter gleichzeitiger Begründung einer Ausgleichspflicht.
Der Begriff „Ablösung“ muss im historischen Kontext der Weimarer Reichsverfassung betrachtet werden, denn 1919 bestand ein gefestigter juristischer Sprachgebrauch, hinsichtlich der „Ablösung“ von Rechten im Gebiet des öffentlichen Rechts, welchen der Verfassungsgeber aufgenommen hat. Bereits im 19. Jahrhundert wurden „Ablösungen“ als gesetzestechnisches Mittel im Zuge der Bauernbefreiung sowie zur Durchsetzung der Gewerbefreiheit eingesetzt, um Restbestände überalterter privater und öffentlicher Rechte abzuschaffen. Dabei ist der Wert einer unbefristeten regelmäßigen Leistung als eine konkrete einmalige Entschädigungsleistung zu veranschlagen.
Wie hoch eine Ablösung bemessen werden muss, ist nicht eindeutig gesetzlich geregelt. Sowohl das öffentliche als auch das private Recht (z. B. § 1201 BGB) sehen kein Berechnungsverfahren für diese Fälle vor. Lediglich das steuerrechtlich geschaffene Bewertungsrecht (vgl. § 1 Abs. 1 BewG, „öffentlich-rechtliche Abgaben“, welche durch Steuer- bzw. Abgabenpflichtige zu entrichten sind) sieht in seinen Bewertungsvorschriften eine Bemessung der Höhe nach vor. Dies kann aber lediglich eine rechtlich unverbindliche Empfehlung sein und ist keineswegs ein verpflichtendes Bewertungsverfahren für die Ablösung der Staatsleistungen.
Bei der Bewertung nach Steuerrecht wird der sog. Jahreswert (Summe der im Bewertungsstichtag in der in Zukunft durchschnittliche erzielbaren Beträge, § 15 Abs. 3 BewG) bestimmt und anschließend mit einem Bewertungsfaktor multipliziert. Im Hinblick auf die Staatsleistungen kämen Bewertungsverfahren in Frage:
- § 13 Abs. 2 Halbsatz 1 BewG: das 18,6fache des Jahreswerts, wenn es sich um sog. „immerwährende Leistungen“ handelt. „Immerwährend“ sind Leistungen, wenn ihr Ende von Ereignissen (hier das zukünftige „Ablösungsgesetz“) abhängt, von denen ungewiss ist, ob und wann sie in absehbarer Zeit eintreten.[12] Da noch kein Bundes- und/oder Landesgesetz geschaffen wurde, die politische Diskussion weiterhin andauert und der Verfassungsauftrag seit nun über einem Jahrhundert besteht, dürfte hier eine solche Ungewissheit dem Grunde und dem Zeitpunkt nach vorliegen. Auch wenn es verfassungsrechtlich einen Ablösungsauftrag (das heißt eine Verpflichtung) gibt, ist aufgrund der faktischen Untätigkeit seit über einem Jahrhundert es hinreichend unsicher, ob dieser Pflicht nachgekommen wird.
- § 13 Abs. 2 Halbsatz 2 BewG: das 9,3fache des Jahreswerts, wenn es sich um sog. „Leistungen von unbestimmter Dauer“ handelt. Solche Leistungen von unbestimmter Dauer sind dem Grunde nach gewiss (das heißt. Das Ereignis wird mit 100%iger Sichereinheit eintreten), lediglich der Zeitpunkt steht noch nicht fest. Der Verfassungsauftrag nach Art. 138 Abs. 1 WRV schreibt die Ablösung verpflichtend vor, wodurch auf rein rechtlicher Ebene keine Ungewissheit dem Grunde nach vorliegt (bzgl. der faktischen Untätigkeit siehe oben).

Beide Bewertungsverfahren erfolgen auf Basis einer Verzinsung des Jahreswerts mit 5,5 % p. a. auf die jährliche Rate mit Zinseszinseffekt. Sie unterscheiden sich lediglich der (rechnerischen) Dauer der Zahlungen und Verzinsung: Die Bewertung „immerwährender Leistungen“ mit dem Faktor 18,6 entspricht dabei einer Zahlungsdauer von 101 Jahren, die Bewertung der „Leistungen von unbestimmter Dauer“ durch den Faktor 9,3 lediglich mit 12–13 Jahren.

### Höhe der Ablösesummen

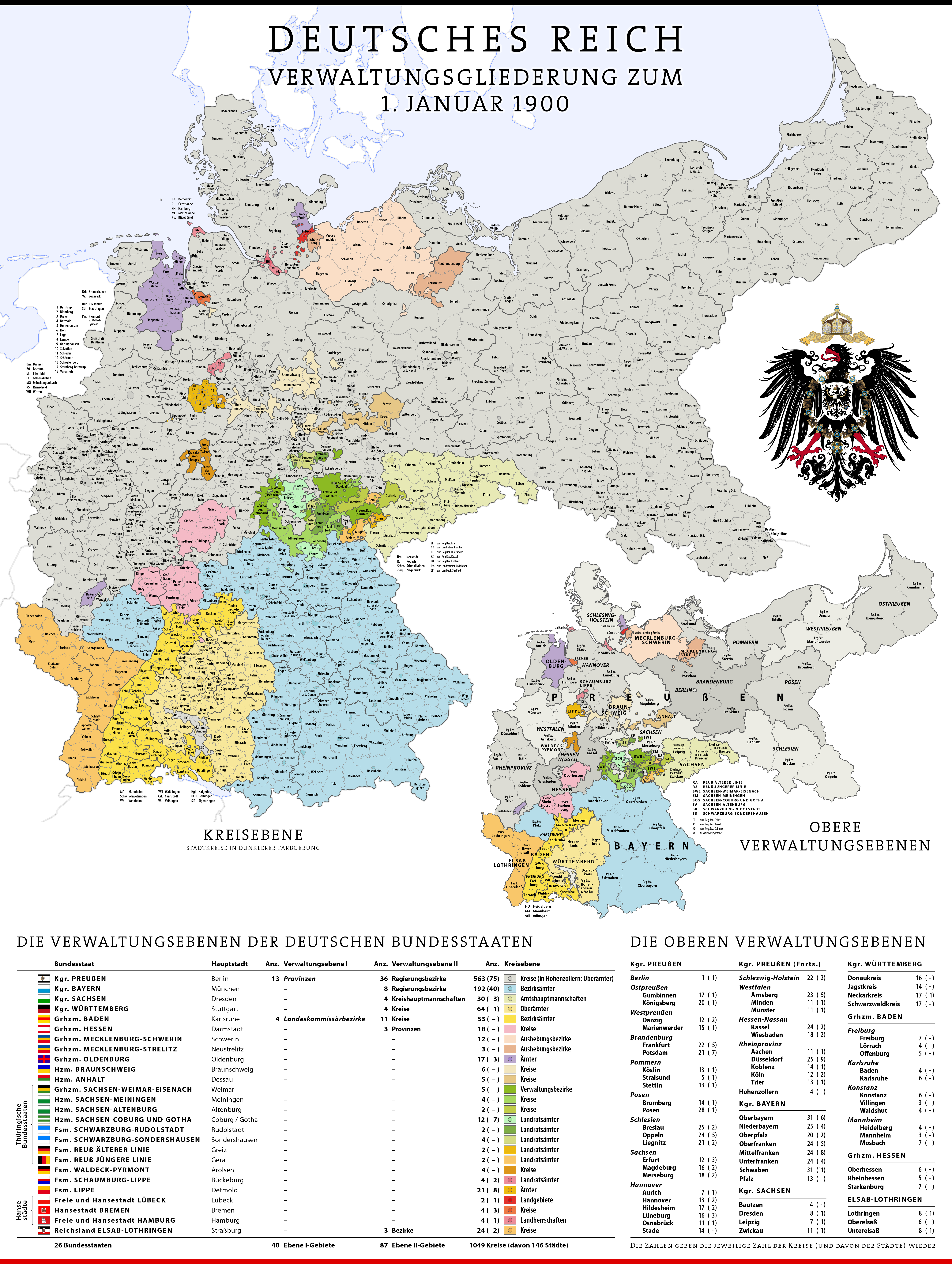
Länder im Deutschen Reich vor dem Ende der Monarchie

Für die Berechnung angemessener Ablösesummen sind grundsätzlich die Ansprüche der Religionsgesellschaften (Kirchen) gegenüber den Ländern maßgeblich, die bei Inkrafttreten der Weimarer Verfassung am 14. August 1919 auf Gesetz, Vertrag oder besonderen Rechttiteln beruhten. Es ist höchst umstritten, welche Ablösesummen für die Aufhebung der ursprünglichen Ansprüche angemessen wären. Während man auf kirchlicher Seite von insgesamt etwa 11 Milliarden ausgeht, halten kirchenkritische Organisationen nur noch einen symbolischen Wert für angemessen.
Die Forderungen der kirchlichen Seite entsprächen dabei in etwa der Bewertung der Staatsleistungen als „immerwährende Leistungen“ auf Basis des derzeitigen Jahreswerts von 687,5 Mio. € (vgl. oben, Staatsleistungen#Aktuelle Höhe der Staatsleistungen) mit dem Bewertungsfaktor 18,6 (in Summe 11,2 Mrd. €):
- Für die Staatsleistungen an die evangelisch-lutherischen Kirchen: Jahreswert von 0,3546 Mrd. € * 18,6 = 6,5955 Mrd. €.
- Für die Staatsleistungen an die römisch-katholischen Kirchen: Jahreswert von 0,2479 Mrd. € * 18,6 = 4,6109 Mrd. €.

### Haushaltsansätze der Länder für Staatsleistungen 1949

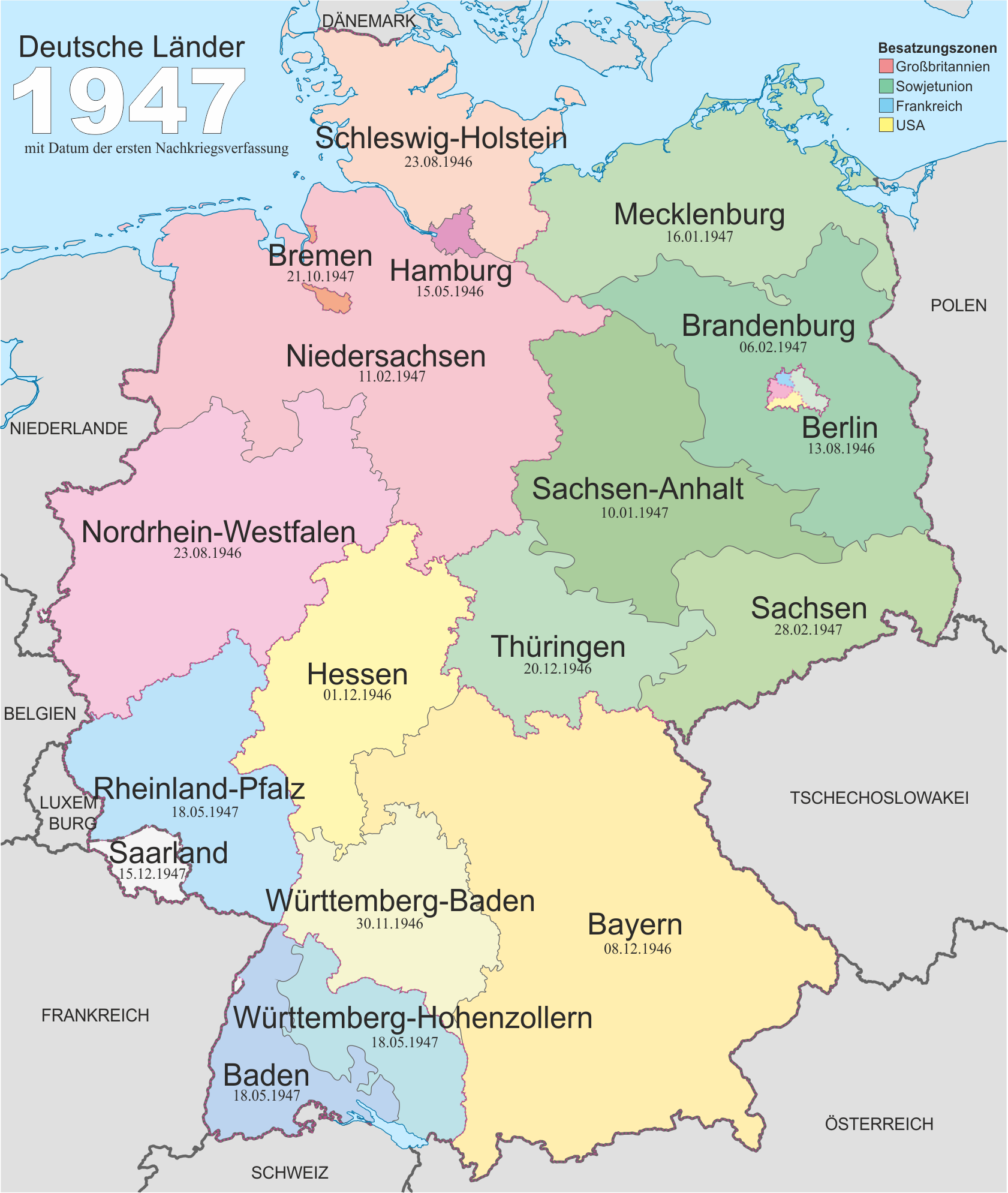
Länder in Deutschland vor Gründung von BRD und DDR

Die ursprünglichen Ansprüche aus dem Jahr 1919 sind heute nur noch äußerst aufwendig zu ermitteln und können nicht immer eindeutig den heutigen Ländern in Deutschland zugeordnet werden, da die Länder 1919 noch nicht in der heutigen Form existierten. Hilfsweise könnten für die Schätzung der ursprünglichen Ansprüche im Jahr 1919 die Haushaltsansätze der Länder in ihren Haushaltsplänen für das Jahr 1949 (Gründung der BRD und der DDR und Inkrafttreten der beiden deutschen Verfassungen mit Übernahme des Ablösegebotes) als Indiz herangezogen werden. In den Haushaltsplänen der Länder waren für das Jahr 1949 insgesamt umgerechnet rund 23 Millionen Euro Staatsleistungen an Religionsgesellschaften (Kirchen) veranschlagt.

Leistungen von unbestimmter Dauer (hier bis zur Ablösung) sind gemäß § 13 Absatz 2 Bewertungsgesetz mit dem 9,3fachen des Jahreswerts zu bewerten. Demzufolge ergäbe sich z. B. für einen ursprünglichen Anspruch auf jährlich 1.000.000 DM eine angemessene Ablösesumme in Höhe von 4.755.014 EUR.
1.000.000 DM  /  1,95583  *  9,3  =  4.755.014 EUR
In der folgenden Tabelle sind die für 1949 veranschlagten Haushaltsansätze der Länder für Staatsleistungen an Religionsgesellschaften (Kirchen) im Sinne von Artikel 138 Absatz 1 WRV dargestellt.
| Länder                   | Religionsgesellschaften                        | 1949 in DM | 1949 in EUR 1 € = 1,95583 DM | Bemerkungen                     | Ablösesumme in EUR Faktor 9,3 | Ablösesumme in EUR Faktor 18,6 |
| ------------------------ | ---------------------------------------------- | ---------- | ---------------------------- | ------------------------------- | ----------------------------- | ------------------------------ |
| Baden                    | katholische Kirche                             | 655.250    | 335.024 €                    |                                 | 3.115.723 €                   | 6.231.446 €                    |
| Baden                    | Altkatholiken                                  | 26.300     | 13.447 €                     |                                 | 125.057 €                     | 250.114 €                      |
| Baden                    | Evangelisch-protestantische Landeskirche Baden | 506.700    | 259.072 €                    |                                 | 2.409.366 €                   | 4.818.732 €                    |
| Baden                    | israelitische Gemeinde                         | 35.200     | 17.997 €                     |                                 | 167.377 €                     | 334.754 €                      |
| Baden                    | freireligiöse Gemeinschaften                   | 1.550      | 793 €                        |                                 | 7.370 €                       | 14.740 €                       |
| Bayern                   | katholische Kirche                             | 4.326.000  | 2.211.849 €                  |                                 | 20.570.193 €                  | 41.140.386 €                   |
| Bayern                   | evangelische Kirche                            | 1.037.000  | 530.210 €                    |                                 | 4.930.950 €                   | 9.861.900 €                    |
| Berlin                   | evangelische Kirche                            | 440.000    | 224.968 €                    |                                 | 2.092.206 €                   | 4.184.412 €                    |
| Berlin                   | katholische Kirche                             | 90.000     | 46.016 €                     |                                 | 427.951 €                     | 855.902 €                      |
| Brandenburg              | evangelische Kirchen                           | 2.652.000  | 1.355.946 €                  |                                 | 12.610.298 €                  | 25.220.596 €                   |
| Brandenburg              | römisch-katholische Kirche                     | 140.000    | 71.581 €                     |                                 | 665.702 €                     | 1.331.404 €                    |
| Hessen                   | evangelische Kirche                            | 2.333.000  | 1.192.844 €                  |                                 | 11.093.449 €                  | 22.186.898 €                   |
| Hessen                   | katholische Kirche                             | 886.000    | 453.005 €                    |                                 | 4.212.943 €                   | 8.425.886 €                    |
| Mecklenburg              | evangelische Kirchen                           | 360.000    | 184.065 €                    | = Vorauszahlung auf Ablösesumme | 1.711.805 €                   | 3.423.610 €                    |
| Mecklenburg              | römisch-katholische Kirche                     | 8.000      | 4.090 €                      | = Vorauszahlung auf Ablösesumme | 38.040 €                      | 76.080 €                       |
| Niedersachsen            | evangelische Kirchen                           | 2.532.000  | 1.294.591 €                  |                                 | 12.039.697 €                  | 24.079.394 €                   |
| Niedersachsen            | katholische Kirche                             | 445.000    | 227.525 €                    |                                 | 2.115.981 €                   | 4.231.962 €                    |
| Nordrhein-Westfalen      | katholische Kirche                             | 4.318.000  | 2.207.758 €                  |                                 | 20.532.153 €                  | 41.064.306 €                   |
| Nordrhein-Westfalen      | evangelische Kirchen                           | 2.260.000  | 1.155.520 €                  |                                 | 10.746.333 €                  | 21.492.666 €                   |
| Rheinland-Pfalz          | katholische Kirche                             | 2.531.000  | 1.294.080 €                  |                                 | 12.034.942 €                  | 24.069.884 €                   |
| Rheinland-Pfalz          | evangelische Kirchen                           | 2.214.000  | 1.132.000 €                  |                                 | 10.527.602 €                  | 21.055.204 €                   |
| Sachsen                  | evangelische Kirchen                           | 2.971.500  | 1.519.304 €                  | = Vorauszahlung auf Ablösesumme | 14.129.526 €                  | 28.259.051 €                   |
| Sachsen                  | römisch-katholische Kirche                     | 81.500     | 41.670 €                     | = Vorauszahlung auf Ablösesumme | 387.534 €                     | 775.067 €                      |
| Sachsen-Anhalt           | evangelische Kirchen                           | 3.600.000  | 1.840.651 €                  | = Vorauszahlung auf Ablösesumme | 17.118.052 €                  | 34.236.104 €                   |
| Sachsen-Anhalt           | römisch-katholische Kirche                     | 300.000    | 153.388 €                    | = Vorauszahlung auf Ablösesumme | 1.426.504 €                   | 2.853.008 €                    |
| Schleswig-Holstein       | evangelische Kirchen                           | 709.000    | 362.506 €                    |                                 | 3.371.305 €                   | 6.742.610 €                    |
| Schleswig-Holstein       | katholische Kirche                             | 16.000     | 8.181 €                      |                                 | 76.080 €                      | 152.160 €                      |
| Thüringen                | evangelische Kirchen                           | 3.105.000  | 1.587.561 €                  |                                 | 14.764.320 €                  | 29.528.640 €                   |
| Thüringen                | römisch-katholische Kirche                     | 240.000    | 122.710 €                    |                                 | 1.141.203 €                   | 2.282.406 €                    |
| Württemberg-Baden        | evangelische Kirche                            | 5.314.750  | 2.717.389 €                  |                                 | 25.271.713 €                  | 50.543.426 €                   |
| Württemberg-Baden        | katholische Kirche                             | 1.604.550  | 820.393 €                    |                                 | 7.629.659 €                   | 15.259.318 €                   |
| Württemberg-Hohenzollern | evangelische Kirche                            | 1.661.350  | 849.435 €                    |                                 | 7.889.743 €                   | 15.799.487 €                   |
| Württemberg-Hohenzollern | katholische Kirche                             | 2.459.350  | 1.257.466 €                  |                                 | 11.694.245 €                  | 23.388.490 €                   |
| gesamt                   |                                                | 49.860.000 | 25.493.013 €                 |                                 | 237.085.023 €                 | 474.170.045 €                  |

### Gesetzentwürfe für die Grundsätze der Ablösung

#### 1921
Ein erster Entwurf für ein Gesetz über die Grundsätze der Ablösung wurde bereits in den 1920er Jahren durch die Reichsregierung erarbeitet. Dieser wurde jedoch nie im Parlament zur Abstimmung gestellt. Gemäß § 3 des damaligen Entwurfes sollte die Ablösung „den Religionsgesellschaften einen angemessenen Ausgleich für den Wegfall der bisherigen Staatsleistungen gewähren“. Wie hoch ein angemessener Ablösefaktor sein könnte, wurde im Gesetzentwurf von 1921 jedoch nicht genannt.

#### 2012
Einen weiteren Entwurf für ein Gesetz über die Grundsätze zur Ablösung der Staatsleistungen an Religionsgesellschaften stellte die Linksfraktion im Bundestag im Jahr 2012 zur Abstimmung. Dieser Antrag wurde 2013 von der Mehrheit des Bundestages abgelehnt.

#### 2020
Am 15. Mai 2020 legten die Bundestagsfraktionen von FDP, Linken und Bündnis 90/Die Grünen einen gemeinsamen Gesetzentwurf über ein Grundsätzegesetz zur Ablösung der Staatsleistungen vor, am 28. Mai 2020 auch die AfD.
Zu den Gesetzentwürfen fand am 12. April 2021 eine öffentliche Anhörung vor dem federführenden Bundestagsausschuss für Inneres und Heimat statt. Dabei haben Rechtsexperten den Gesetzentwurf begrüßt, weil damit einem 100 Jahre alten Verfassungsauftrag nachgekommen würde. Laut Gesetzentwurf sollen die Staatsleistungen mit dem 18,6-fachen der jährlichen Beträge (im Jahr 2020 etwa 548 Mio. Euro, insgesamt also 10,2 Mrd. Euro) abgelöst werden. Andere Juristen betonten, dass in der Verfassung beziehungsweise im Grundgesetz eine „angemessene Entschädigung“, jedoch kein voller Wertausgleich gefordert sei. Am 6. Mai 2021 wurden die Gesetzentwürfe im Deutschen Bundestag abgelehnt, die Regierungsfraktionen stellten aber eine Lösung in der nächsten Legislaturperiode in Aussicht.
Im Gesetzentwurf der Fraktionen FDP, DIE LINKE. und BÜNDNIS 90/DIE GRÜNEN wurde in Anlehnung an „immerwährende Leistungen“ im Sinne von § 13 Abs. 2 erster Halbsatz BewG ein Ablösefaktor 18,6 der aktuellen Leistungen vorgeschlagen. Damit ging der Gesetzesentwurf von einem „immerwährenden“ Charakter der Staatsleistungen aus, es sei also dem Grunde wie dem Zeitpunkt nach ungewiss, wann sie beendet würden. Das ist nicht vollends gesichert. Die Staatsleistungen sind mit dem verfassungsrechtlichen Auftrag der Weimarer Reichsverfassung abzulösen, wodurch verfassungsrechtlich die Ungewissheit dem Grunde nach nicht vorliegen könnte. Allerdings kann auch erst das zukünftige „Ablösungsgesetz“ die faktische Unsicherheit (aufgrund der Untätigkeit des Gesetzgebers seit über einem Jahrhundert) erst durch dieses „Ablösungsgesetz“ geschaffen werden.

#### 2021
Das Kabinett Scholz vereinbarte im Koalitionsvertrag die Ablösung der Staatsleistungen. Zur Umsetzung des Auftrages aus dem Koalitionsvertrag wurde vom Bundesministerium des Innern und für Heimat (BMI) eine Arbeitsgruppe (AG) aus Vertreterinnen und Vertretern des Bundes, aller Länder und der betroffenen Religionsgemeinschaften einberufen. Die Arbeitsgruppe beriet von August 2022 bis Januar 2023. Auf Grundlage der Gesprächsergebnisse sollten Eckpunkte für das geplante Grundsätze-Gesetz vorgelegt werden und das Gesetzgebungsverfahren bis zum Ende der laufenden Legislaturperiode abgeschlossen werden, was nicht erfolgte. Verschiedentlich wurde kritisiert, dass es Intransparenz gäbe, wie die Arbeitsgruppe zusammengesetzt sei, welchen Arbeitsauftrag sie habe und welches ihre Ergebnisse seien. Das BMI wurde nach einer Klage von Johann-Albrecht Haupt vom Verwaltungsgericht Berlin im Dezember 2024 verpflichtet (VG 2 K 15912), nach dem Informationsfreiheitsgesetz Zugang zu diesen Informationen zu gewähren.

#### 2024
Diverse Medien berichteten im August 2024, dass die Bundesregierung, trotz Bedenken der Länder, weiter an einem Gesetzentwurf arbeite, der die Zahlung der Staatsleistungen an die Kirchen entsprechend dem Verfassungsauftrag beenden solle. Der Gesetzentwurf im Sinne von Artikel 140 GG und Artikel 138 Absatz 1 Satz 2 WRV solle so gestaltet werden, dass eine Zustimmung des Bundesrats für ein Inkrafttreten aufgrund großer Spielräume und jahrzehntelanger Übergangsfristen für die Länder nicht notwendig sei. Die Fachpolitiker der Ampelkoalition wollen den entsprechenden Entwurf im Herbst 2024 vorlegen. Aus der CDU kommt laut FAZ hingegen der Vorschlag, statt einer Umsetzung des Verfassungsauftrages in Artikel 140 GG den Passus über die Ablösung der Staatsleistungen aus dem Grundgesetz zu streichen, damit die Zahlungen der Länder an die Kirchen dauerhaft erhalten bleiben.

## Geschichte

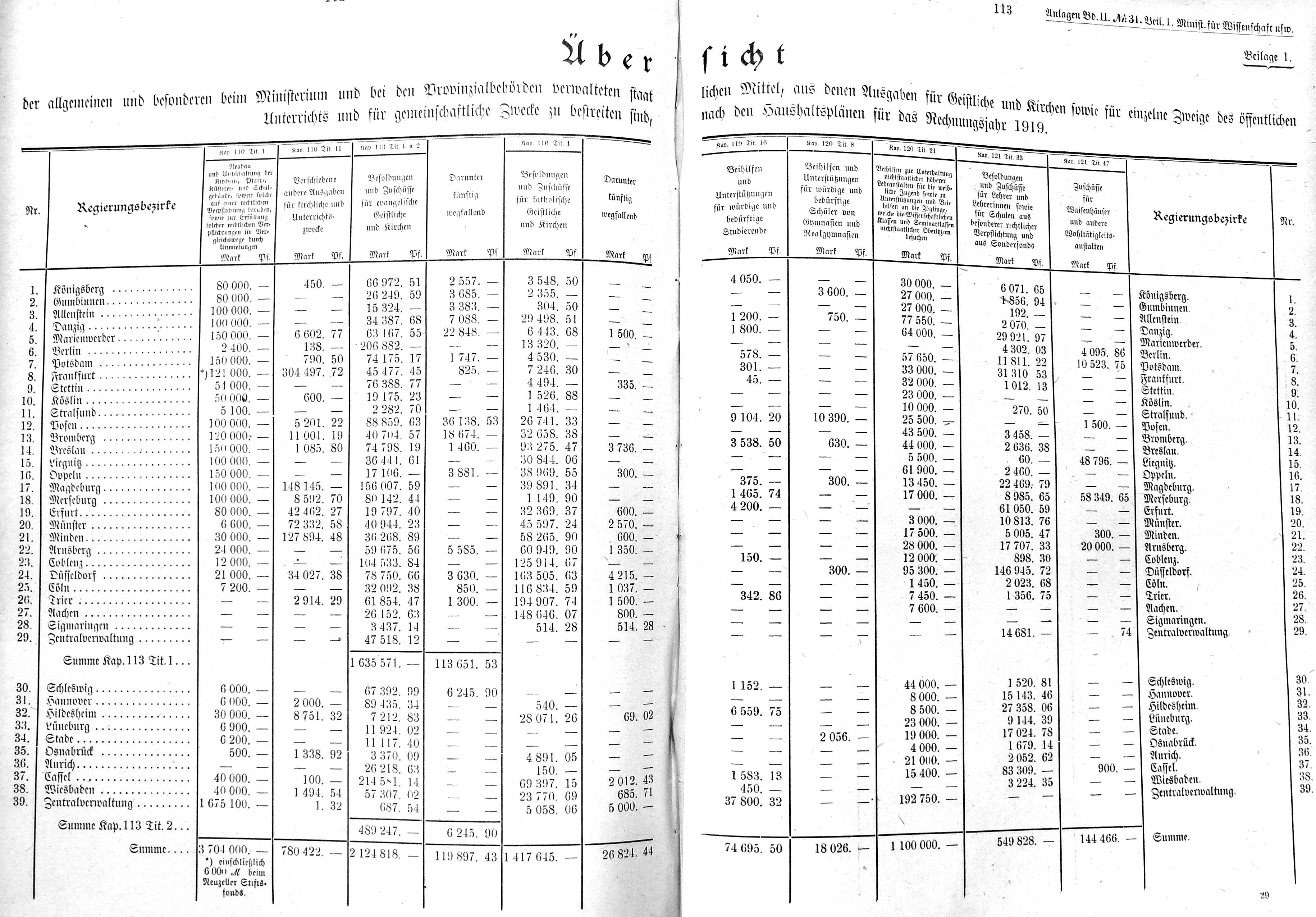
Auszug Haushaltsplan Preußen 1919

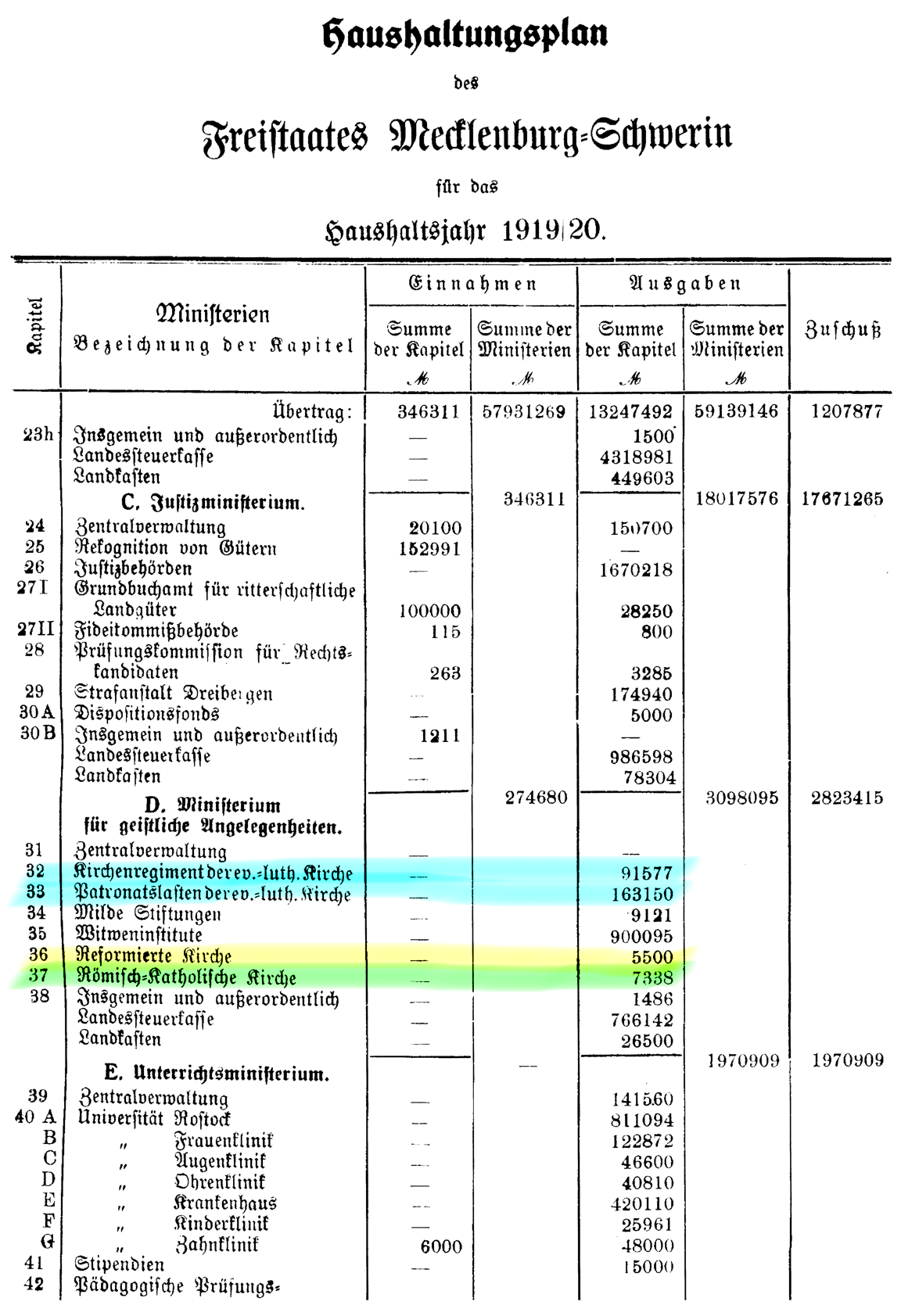
Staatsleistungen an Kirchen im Freistaat Mecklenburg-Schwerin 1919

Die Zahlungen von Staatsleistungen an die Kirchen in Deutschland haben in den Bundesländern verschiedene historische Ursachen. Sie entstanden zum Teil als Ausgleich für vorangegangene Enteignungen von Immobilien und Gütern, aus denen die Kirchen zuvor ihren materiellen Bedarf deckten. Die Staatsleistungen entstanden in einigen deutschen Regionen infolge der Säkularisationen von Kircheneigentum, insbesondere im Zusammenhang mit dem Reichsdeputationshauptschluss von 1803. Mit der Säkularisation der Vermögenswerte übernahmen die neuen weltlichen Regenten als Rechtsnachfolger auch die lebenslänglichen Unterhaltsverpflichtungen für die vorherigen geistlichen Regenten und die Baulasten für kirchliche Gebäude. Einige deutsche Länder verpflichteten sich als Ausgleich zu jährlichen Entschädigungszahlungen an Religionsgesellschaften (positive Staatsleistungen) und/oder Steuer- und Gebührenbefreiungen für Religionsgesellschaften (negative Staatsleistungen). Die Intensität dieser Enteignungen war regional unterschiedlich, so dass sich auch die Höhe der daraus folgenden Staatsleistungen unterscheidet. Die evangelischen Landeskirchen wurden vor allem während der Reformationszeit, nach dem Westfälischen Frieden 1648 und zum Ende des 18. Jahrhunderts enteignet. Die katholische Kirche wurde zwar auch durch den Westfälischen Frieden betroffen, die weitaus umfangreichsten Enteignungen geschahen jedoch durch die Organischen Artikel 1802 für linksrheinische, von Frankreich annektierte Gebiete und durch den Reichsdeputationshauptschluss 1803.
Neben dem Ausgleich für Säkularisationsverluste gab es vor 1919 noch weitere Gründe für die Einführung von Staatsleistungen. So kam es in mehreren Ländern (z. B. in Mecklenburg) seit der Reformationszeit nicht zu Enteignungen von kirchlichem Vermögen. Hier übernahmen die Landesherren die Staatsleistungen in Form von Besoldungszuschüssen, um die unzureichenden Einkommen ihrer Geistlichen aufzubessern, aufgrund ihrer selbstverständlichen Fürsorgepflicht (cura religionis).
Allein infolge des Reichsdeputationshauptschlusses bekamen ca. 95.000 km² einen neuen Herrscher oder Eigentümer (zum Vergleich: dies entspricht einer Fläche von ca. 27 % des heutigen Bundesgebietes von 357.050 km²). Ein Großteil dieser Fläche war das Staatsgebiet der aufgelösten geistlichen Reichsstände (vor allem die geistlichen Kurfürstentümer, aber auch Klöster und Stifte). Dieses sogenannte Herrschaftsgut wurde ersatzlos einem neuen Herrscher unterstellt. Einzig den vormaligen geistlichen Landesherren wurde eine ihrer Stellung als Landesherr angemessene Pension gewährt. Diese Zahlungen endeten jedoch mit dem Ende der Amtszeit. Aus der Übertragung des Herrschaftsguts entstanden also keine heute noch zu zahlenden Staatsleistungen.
Von diesem Herrschaftsgut ist das sogenannte Dispositionsgut zu unterscheiden, bei dem die Kirchen nicht ihre staatliche Herrschaftsgewalt, sondern ihre zivilrechtliche Eigentümerstellung verloren. Vorrangig aus diesem Dispositionsgut entstanden die heutigen Staatsleistungen im engeren Sinne. Die Enteignung des Dispositionsguts schuf nämlich kein beliebig verwendbares Staatsvermögen, da der Einzug des Kirchengutes im Wege der Gesamtrechtsnachfolge vollzogen wurde (§ 36 RDHS):
- Durch die Gesamtrechtsnachfolge gingen auch die auf dem Grundstück liegenden Lasten auf den neuen Eigentümer über, die vor allem in Unterhaltspflichten zu Gunsten kirchlicher Einrichtungen bestanden. So konnte etwa ein Grundstück mit der Verpflichtung versehen sein, dass aus seinem Ertrag der örtliche Pfarrer mitunterhalten werden musste. Diese Verpflichtung erlosch nicht durch die Enteignung. Nur der verpflichtete Eigentümer war ein anderer, nämlich statt der Kirche nun der Staat (siehe Pfarrdotationsgrundstück).
- Andere Leistungen sind Ersatzzahlungen, die der Staat für die – selbst nach § 35 Reichsdeputationshauptschluss rechtswidrige – Enteignung von Grundstücken der Domkirchen zahlte, anstatt die Grundstücke zurückzugeben. Daraus resultieren z. B. die bis heute andauernden Zahlungen vor allem an die katholische Kirche in Bayern in Höhe der Bezüge mehrerer leitender Geistlicher.
- Klostergut schließlich durfte nach den Regelungen über die Säkularisation u. a. zu gemeinnützigen Zwecken enteignet werden, zu denen ausdrücklich auch der Gottesdienst zählte (so § 35 des Reichsdeputationshauptschlusses). Zuvorderst diente die Enteignung jedoch der ebenfalls von § 35 zugelassenen „Erleichterung“ der staatlichen Finanzen.

Bereits im Reichsdeputationshauptschluss wurde die Ablösung der jährlichen Entschädigungszahlungen durch Einmalzahlungen vorgesehen.
Insgesamt lässt sich festhalten, dass die Kirchen vor den großen Enteignungen des 18. und 19. Jahrhunderts nicht auf größere Zahlungen aus staatlichen Steuermitteln angewiesen waren, sondern mit den Erträgen ihres Eigentums und den Steuereinnahmen als Inhaber der Herrschaftsgewalt auskamen. Die Finanzierung durch die Übereignung und Belastung von Grundstücken war keine kirchliche Besonderheit, da z. B. auch den Universitäten Grund und Boden überschrieben wurde. Eine sichere und dauerhafte Finanzierung ließ sich anders nicht erreichen. Erst nach den Enteignungen des Dispositionsguts der Kirchen und der Abgabe des Herrschaftsgutes entstand die Idee einer Finanzierung durch die Kirchenmitglieder in Form der heutigen Kirchensteuer.

## Kritik
Die Staatsleistungen werden häufig als der Trennung von Staat und Kirche widersprechend kritisiert. So wird problematisiert, dass die beiden großen christlichen Kirchen trotz hoher Einnahmen an Kirchensteuern teilweise die Einkommen und Gehälter ihrer Bischöfe, Weihbischöfe, Domvikare, Priester und Pfarrer durch staatliche Leistungen finanziert bekommen.
Eine Ablösung der Staatsleistungen wird auch gefordert, weil die historischen Verbindlichkeiten heute nicht mehr verstanden würden und man es somit Gegnern leichtmache, diese als Privilegien der Kirchen hinzustellen. „Die Beseitigung der Emotionen provozierenden historischen Staatsleistungen würde die in einem religiös-weltanschaulich neutralen Staat selbstverständliche Einbeziehung der Religions- und Weltanschauungsgemeinschaften in den Kreis der Empfänger grundrechtsaktivierender Staatsleistungen problemärmer und ‚kulturstaatsaktivierende Lösungen‘ leichter werden lassen.“ Dass die Staatsleistungen entgegen der Regelung der Weimarer Reichsverfassung und des Grundgesetzes bislang nicht völlig abgelöst wurden, wird damit begründet, dass die in einem solchen Fall zu zahlenden Entschädigungen die Haushalte der Länder übermäßig belasten würden.
Für die konkrete Ermittlung der Ablösesummen in den Ländern ist jedoch nicht die Höhe der heutigen Staatsleistungen relevant, sondern die Höhe der Staatsleistungen bei Inkrafttreten der Weimarer Verfassung am 14. August 1919, welche u. a. in den jeweiligen Haushaltsplänen der Länder zu finden sind. Insofern dürfte die Höhe der Ablösesummen der Länder für die jeweiligen Religionsgesellschaften deutlich geringer ausfallen als teilweise angenommen. Die Staatsleistungen ermöglichen es, dass die Erträge des säkularisierten Vermögens dem Willen der historischen Stifter, Schenker und Erblasser gemäß verwendet werden; denn diese ließen die später säkularisierten Werte ursprünglich nicht dem Staat, sondern bewusst der Kirche oder einzelnen kirchlichen Einrichtungen zur Förderung allgemeiner oder bestimmter Aufgaben zukommen. Durch die Annahme der Staatsleistungen ist die Kirche andererseits verpflichtet, die von den Stiftern im Einzelnen vorgeschriebenen Zweckbestimmungen entsprechend umzusetzen.
Umstritten ist, ob die geforderte Ablösung der Staatsleistungen bereits durch die jahrzehntelangen jährlichen Zahlungen abgegolten ist und es daher keiner Einmalzahlung seitens des Staates zur Ablösung mehr bedarf, da die Gesamtsumme der gezahlten Staatsleistungen die Höhe der 1919 fälligen Ablösesummen bereits um ein Vielfaches übersteigt.
Ein Antrag der Bundestagsfraktion Die Linke mit dem Titel Evaluierung der Staatsleistungen an Kirchen, in dem das Bundesministerium der Finanzen angewiesen werden sollte, die bisher gezahlten Staatsleistungen seit 1803 zu berechnen, wurde am 9. März 2017 abgelehnt.
Eine Ablösung der Staatskirchenleistungen forderte die AfD in ihrem Parteiprogramm 2017. Ebenso fordert bereits seit einigen Jahren die FDP die Ablösung der Staatskirchenleistungen. Auch die Partei Bündnis 90/Die Grünen fordert ein Ende der Staatsleistungen.
2019 brachte die Fraktion von Bündnis 90/Die Grünen NRW einen Antrag zur Ablösung der Staatsleistungen in den Landtag von Nordrhein-Westfalen ein, wie es im Wahlprogramm von 2017 gefordert worden war. Auch die Bundespartei formulierte die Ablösung der Staatsleistungen in ihrem Wahlprogramm von 2017.
Das Bündnis Altrechtliche Staatsleistungen abschaffen kritisierte die in den Gesetzentwürfen von 2020 vorgesehenen hohen Ablösezahlungen und langen Ablösefristen.
Das Institut für Weltanschauungsrecht der Giordano-Bruno-Stiftung veröffentlichte im Dezember 2020 Kritikpunkte in Form eines Änderungsantrags zu den Oppositionsentwürfen und benannte im April 2021 gegenüber dem Innenausschuss des Bundestages „erhebliche Korrekturbedarfe“ bezogen auf den „Gegenstand der Ablösung, die Bemessungsgrundlage, den Ablösefaktor, die Form der Entschädigung, die Verrechnung von Voraus- und Überzahlungen sowie den Zeithorizont zur Umsetzung“.